# Cheirolophus intybaceus
Espèce
Cheirolophus intybaceus est une espèce de plante à fleurs de la famille des Astéracées. C'est une plante herbacée méditerranéenne.

## Synonymes
- Centaurea intybacea Lam. (Basionyme)
- Centaurea leucantha Pourr.
- Cheirolophus pinnatifidus Cass.
- Ptosimopappus intybaceus (Lam.) Boiss.